# مارك وارد (لاعب كرة قدم)
مارك وارد (بالإنجليزية: Mark Ward)‏ هو لاعب كرة قدم بريطاني، ولد في 27 يناير 1982. لعب مع وركشوب تاون ‏.